# Pestișu Mic
Pestișu Mic is een Roemeense gemeente in het district Hunedoara.
Pestișu Mic telt 1205 inwoners.